# Sturmartillerietruppe von Wehrmacht und Waffen-SS
Die Sturmartillerie war Bestandteil der Artillerietruppe, einer Truppengattung des Heeres der deutschen Wehrmacht und der Waffen-SS im Zweiten Weltkrieg. Ihr Auftrag war die unmittelbare Feuerunterstützung der Kampftruppe im Direkten Richten.
Die Soldaten der Sturmartillerie trugen die Uniformen der Panzertruppe jedoch nicht in Schwarz, sondern in Feldgrau, und die rote Waffenfarbe der Artillerie an den Schulterklappen.

## Allgemeines

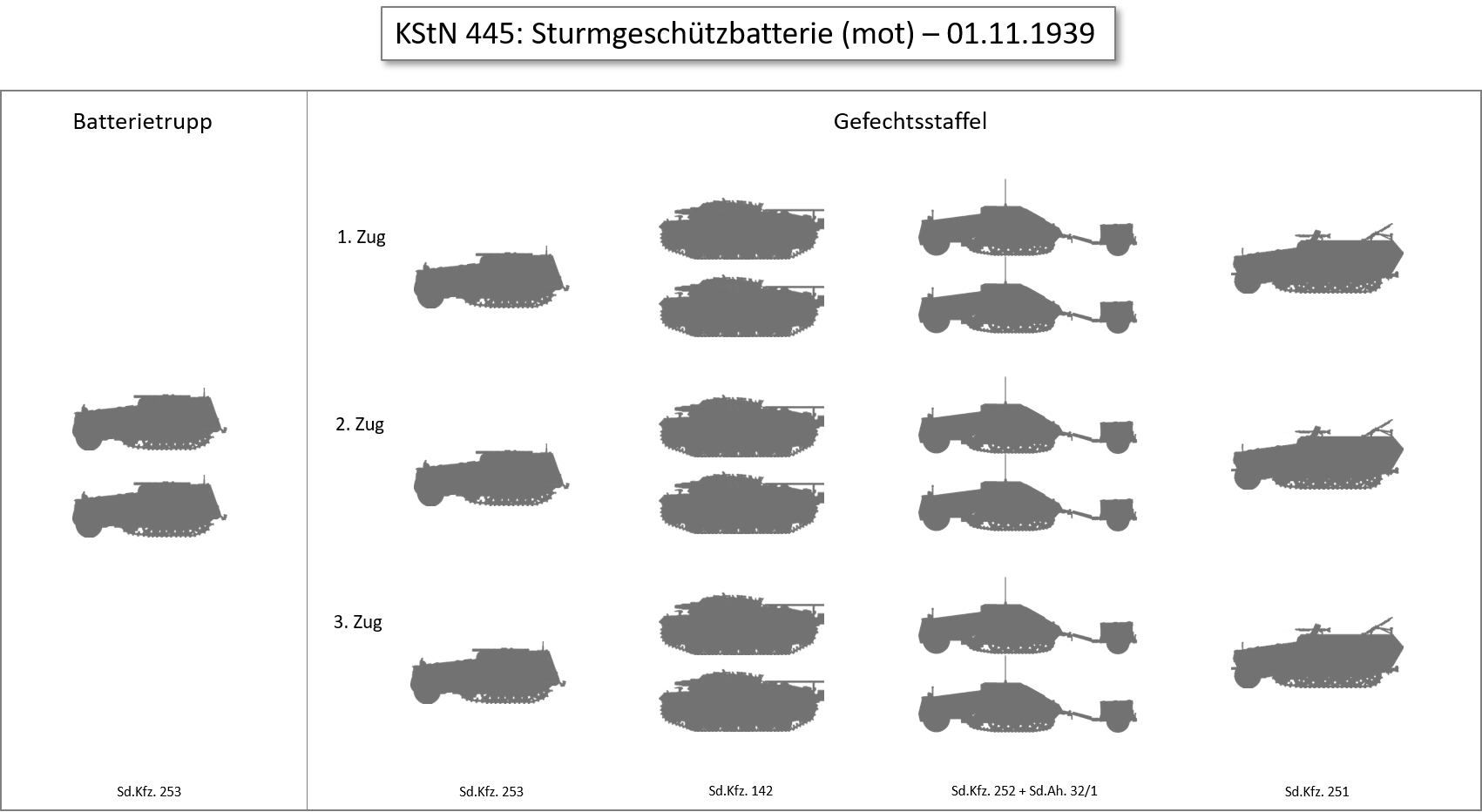
Sturmgeschützbatterie lt. KStN 445 von November 1939

Die Kriegserfahrungen des Ersten Weltkrieges hatten gezeigt, dass reine Infanterieverbände nur schwer einen Durchbruch durch die feindlichen Linien erzwingen konnten. Unter anderem fehlten Angriffsmittel, um gegnerische MG-Stellungen, die selbst bei starkem Unterstützungsfeuer der eigenen Artillerie niemals vollständig ausgeschaltet werden konnten, auszuschalten und damit hohe Verluste unter der angreifenden Infanterie zu vermeiden. Im Jahr 1927 erteilte das Reichswehrministerium einen Entwicklungsauftrag für einen Selbstfahrlafette mit 7,7-cm-Kanone auf einem Vollkettenschlepper. Dieser Entwicklungsauftrag führte nicht zu Prototypen und 1932 wurden die Arbeiten eingestellt, da andere Vorhaben der Heeresmotorisierung Vorrang hatten. Der Chef der Operationsabteilung des Generalstabs des Heeres und spätere „Vater der Sturmartillerie“ Oberst Erich von Manstein forderte 1935 in einer Denkschrift die Schaffung einer „Begleitartillerie auf Selbstfahrlafetten für Infanterie- und Panzerabwehr“, Sturmartillerie als kampfstarke und geländegängige Unterstützungswaffe für angreifende Infanterieverbände. Truppendienstlich wurde die neue Truppe der Waffengattung „Artillerie“ zugeordnet und entwickelte sich daher unabhängig vom parallel erfolgenden Aufbau der Panzertruppe unter deren Generalinspekteur Guderian.
1937 entstand ein Prototyp (Sd.Kfz. 142) mit 7,5-cm-Geschütz, der fortan die Grundform des späteren Sturmgeschützes definierte: Ein Kasematt-Panzer mit 7,5-cm-Kanone, vier Mann Besatzung und Funkeinrichtung. Im Gefecht musste das Fahrzeug zunächst grob auf das zu bekämpfende Ziel ausgerichtet werden, bevor der Richtschütze die Kanone per Handkurbel auf das Ziel richten konnte. Die ersten Sturmgeschützbatterien wurden im Frühjahr 1940 aufgestellt.

## Einsatzgeschichte
Ihre erste Bewährung erlebte die Sturmartillerie im Westfeldzug. Rasch erfolgte der Aufbau zahlreicher Sturmgeschützabteilungen und später Sturmgeschützbrigaden, die bis 1943 ausschließlich aus Freiwilligen rekrutiert wurden.

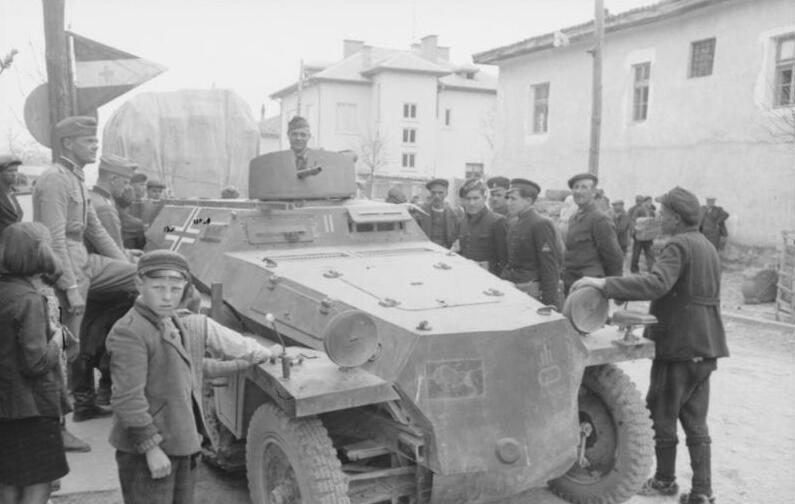
Sd.Kfz. 250 der Sturmgeschützabteilung 191 (Truppenkennzeichen Front links), Balkan, Bulgarien, April 1941.

Als erste Abteilung wurde im Spätsommer 1940 die Sturmgeschützabteilung 184 mit insgesamt 18 Sturmgeschützen in drei Batterien aufgestellt. Bis zum Balkanfeldzug im Frühjahr 1941 wurden noch die Abteilungen 185, 190 und 191 aufgestellt und auf dem Balkan eingesetzt. Die Sturmgeschützabteilung 191 unterstützte die 72. Infanterie-Division zum Beispiel bei den Kämpfen um die griechische Metaxaslinie.
Am 1. Juni 1941 gab es im Heer bereits 15 selbstständige Sturmgeschützabteilungen und fünf selbstständige Sturmgeschützbatterien. Außerdem hatten das Infanterieregiment Großdeutschland und die Leibstandarte SS Adolf Hitler eine eigene Sturmgeschützbatterie. Alle Sturmgeschützeinheiten wurden beim Angriff auf die Sowjetunion als Schwerpunktwaffe zur Infanterieunterstützung eingesetzt. Dadurch wechselten die Unterstellungen häufig. Bis Jahresende gingen von den 377 im Osten eingesetzten Sturmgeschützen 95 verloren.
Trotzdem erhöhte sich der Bestand von Sturmgeschützen an der Ostfront ständig. Am 1. April 1942 standen 623 Sturmgeschütze in 19 Sturmgeschützabteilungen und einer selbstständigen Batterie bereit. Bis zum 1. Juni 1943 erhöhte sich die Anzahl auf 1422 Sturmgeschütze in 26 Sturmgeschützabteilungen und zwei selbstständigen Batterien. Am 1. November 1942 wurde die Sollstärke der Abteilungen auf 31 Sturmgeschütze (je zehn in drei Batterien und eines für den Abteilungsstab) erhöht.
Im weiteren Kriegsverlauf regte der Erfolg der Sturmartillerie zu weiteren Differenzierungen an; neben der Aufgabe, fast ausschließlich im direkten Richten der Infanterie als Begleitartillerie zu folgen, entstand die Panzerartillerie mit motorisierten Selbstfahrlafetten und Panzerhaubitzen für den weitreichenden artilleristischen Feuerkampf.
Vor allem aber bewährten sich Sturmgeschütze als Panzerjäger – allein bis 1944 wurde nur den Sturmgeschützen der Abschuss von 20.000 Feindpanzern zugerechnet. Diese Aufgaben übernahm jedoch einerseits zunehmend die Panzerjägertruppe mit ihren Jagdpanzern und es kam der eigentlich nicht beabsichtigte Einsatz in der Panzertruppe als Ersatz für den zu knappen Zulauf an Panzerkampfwagen. Der Generalinspekteur der Panzertruppen Generaloberst Guderian bemühte sich 1943, die komplette Neuproduktion des StuG III zur Ausstattung von Panzerregimentern zu nutzen. Dies hätte aber eine Schwächung der Infanterie bedeutet, deren Hauptunterstützungswaffe das StuG III war. Ein Führererlass vom 13. März 1943 entschied, dass ab Mai 1943 monatlich 100 StuG III aus der Neuproduktion den Panzertruppen zu überführen sind. Damit rüstete man die Panzerregimenter der drei in Stalingrad vernichteten und jetzt neuaufgestellten Panzerdivisionen aus. Insgesamt 22 Sturmgeschütze in je vier Kompanien sollten sich in einer mit Sturmgeschützen ausgerüsteten Panzerabteilung befinden. In der Praxis stellte man auch gemischte Panzerabteilungen, mit je zwei Panzer- und Sturmgeschützkompanien auf. Auch wurden 1943 alle Panzerabteilungen der Panzergrenadierdivisionen mit je 45 Sturmgeschützen ausgestattet.
Genau so wurden auch vermehrt Sturmgeschütze in die Panzerjägerabteilungen eingegliedert. Dazu erließ das OKH am 15. Juli 1943 einen Befehl, dass jeweils eine Panzerjägerkompanie aller Infanteriedivisionen an der Ostfront mit 14 StuG III ausgestattet werden soll. Die 6. und 7. Infanterie-Division gehörten zu den ersten Verbänden deren Panzerjägerabteilung ab Oktober 1943 mit einer Kompanie Sturmgeschützen ausgerüstet war. Die Umgliederung der Panzerjägerverbände mit Sturmgeschützen zog sich bis Mitte 1944 hin und wurde nicht bei allen Divisionen zum Abschluss gebracht.
1943 erhielten einzelne Divisionen eigene fest zugehörige Sturmgeschützabteilungen, insbesondere die Panzer-Grenadier-Division Großdeutschland und die Panzerdivisionen der Waffen-SS.
Auch Erdkampfverbände der Luftwaffe erhielten Sturmgeschützeinheiten. So hatte die Brigade Hermann Göring zum Jahreswechsel 1941/42 eine Sturmgeschützbatterie. Als aus der Brigade später die Panzer-Division Hermann Göring wurde, erhielt die III. Abteilung ihres Panzerregimentes ebenfalls Sturmgeschütze. Das im Januar 1944 aufgestellte I. und II. Fallschirm-Korps hatte ebenfalls jeweils eine Sturmgeschützabteilung.
1944 wurde die Sollstärke der Sturmgeschützabteilungen erneut erhöht. Die nun in Heeres-Sturmgeschütz-Brigaden oder Heeres-Sturmartillerie-Brigaden umbenannten Sturmgeschützabteilungen waren mit 45 Geschützen (je 14 in drei Batterien und drei für den Abteilungsstab) ausgestattet. Zusätzlich gab es noch eine Begleitgrenadierbatterie aus speziell für die Zusammenarbeit mit Sturmgeschützen ausgebildeten Soldaten. Im Juni 1944 standen im Heer insgesamt 48 Sturmgeschütz- und drei Sturmartilleriebrigaden im Einsatz, davon 33 an der Ostfront.
Häufig dienten sie als Panzerjäger – eine Rolle, die sie durch ihre niedrige Silhouette und starke Panzerung in Verbindung mit der guten Bewaffnung (ab Ausführung F) sehr effizient übernahmen. Bis zur Einführung des Panzers IV Ausf. F2 war das StuG III F das einzige Kampffahrzeug, das dem russischen T-34 auf größere Entfernung gefährlich werden konnte. Das StuG III blieb als Standardwaffe der Sturmartillerie bis Kriegsende im Einsatz.
1944 erhielt die finnische Armee 59 StuG III von Deutschland, um diese im Kampf gegen die Sowjetunion einzusetzen. Mit diesen Panzern wurden etwa 90 Feindpanzer bei einem Verlust von nur acht eigenen Fahrzeugen zerstört, wobei einige von den eigenen Besatzungen gesprengt wurden. Auch nach dem Zweiten Weltkrieg fanden die verbliebenen Sturmgeschütze bis in die 1960er Jahre Verwendung in der finnischen Armee.

## Waffensysteme

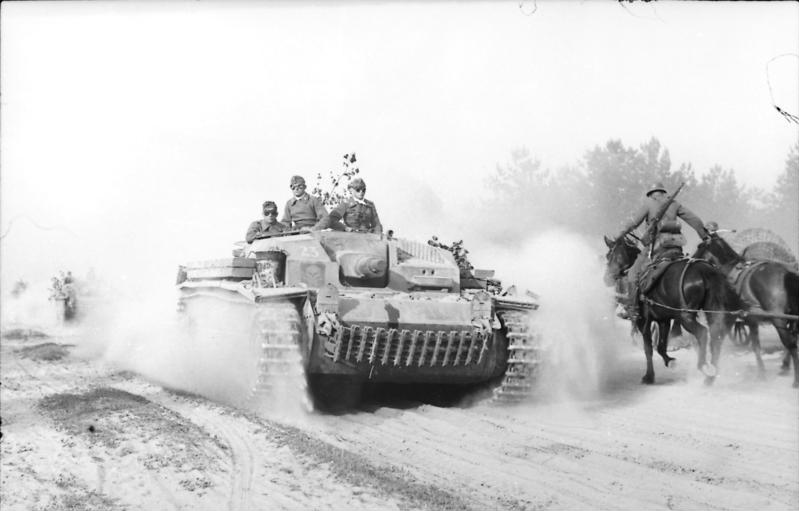
StuG III beim Vormarsch in der Sowjetunion 1941
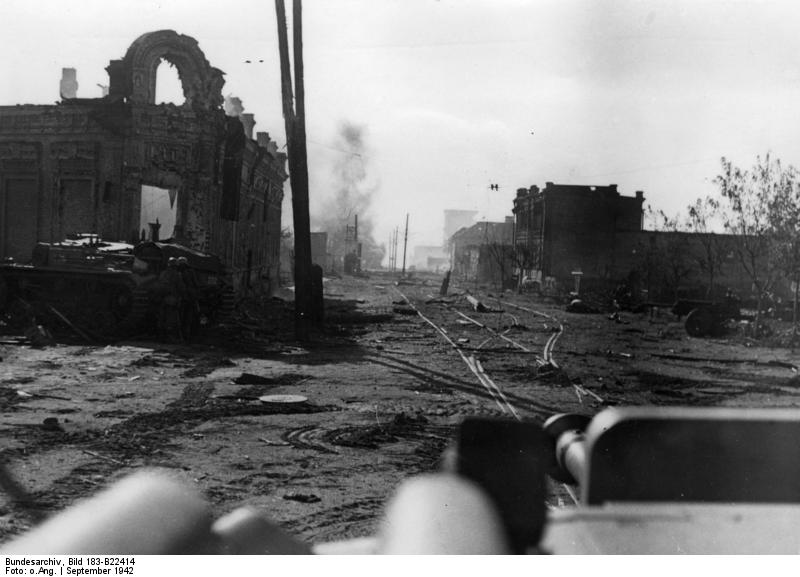
Blick aus dem Turm eines StuG III auf Stalingrad, September 1942
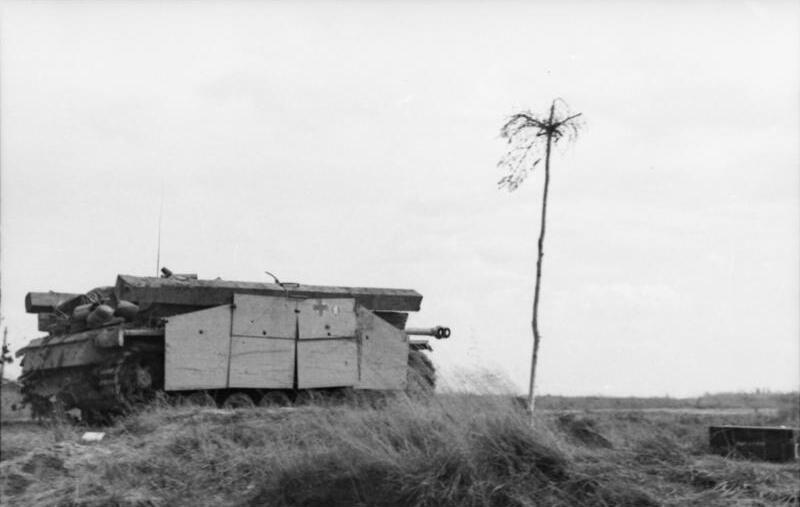
Ab 1943 wurden die Sturmgeschütze mit zusätzlichen Seitenblechen gepanzert. StuG III an der Ostfront 1943
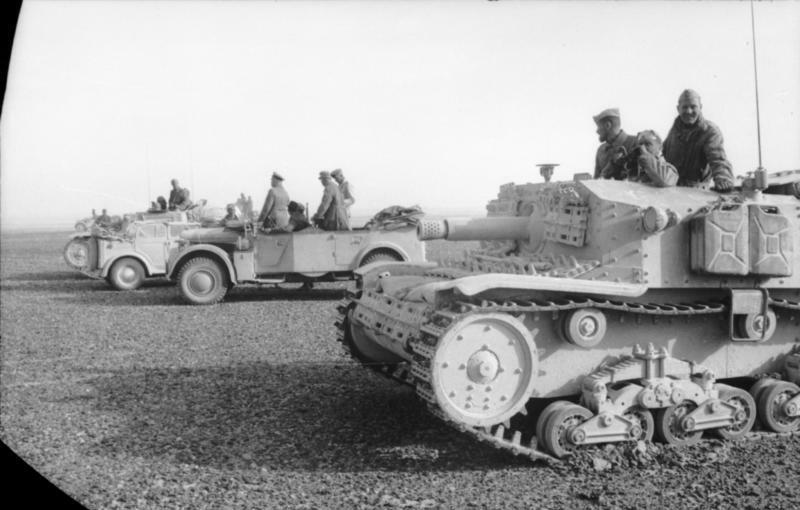
Ab 1943 wurden italienische Sturmgeschütze des Typs Semovente als StuG M42(i) von der Wehrmacht übernommen
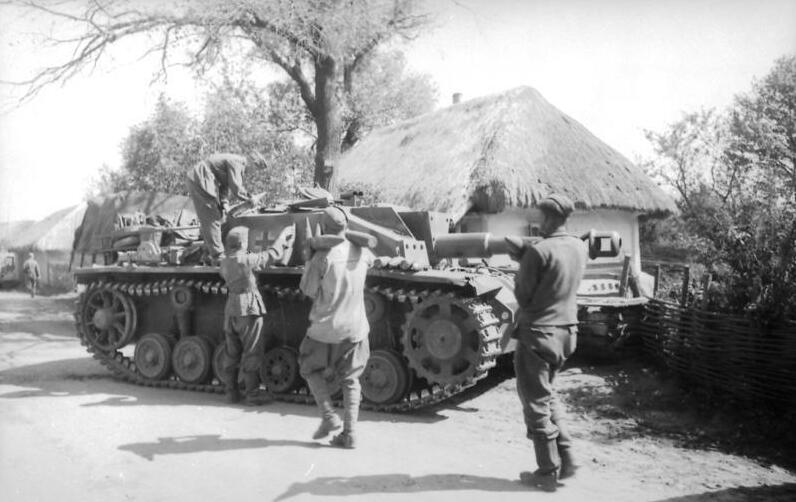
Sturmhaubitze 42 an der Ostfront
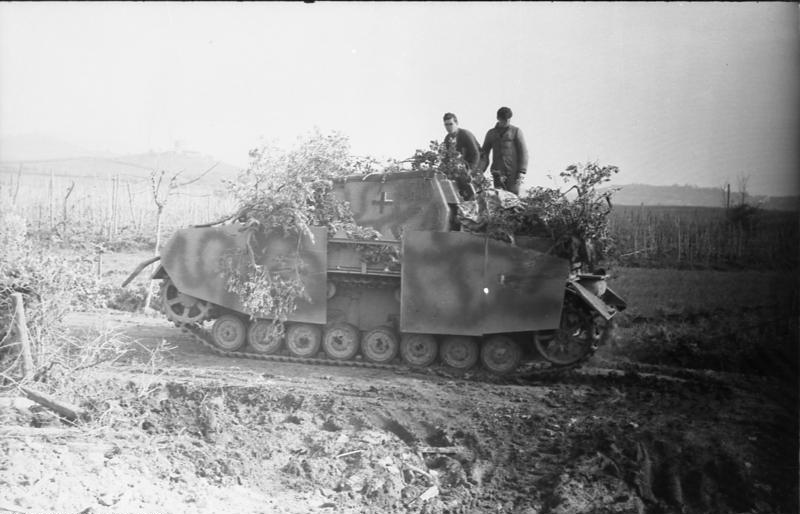
Sturmpanzer IV
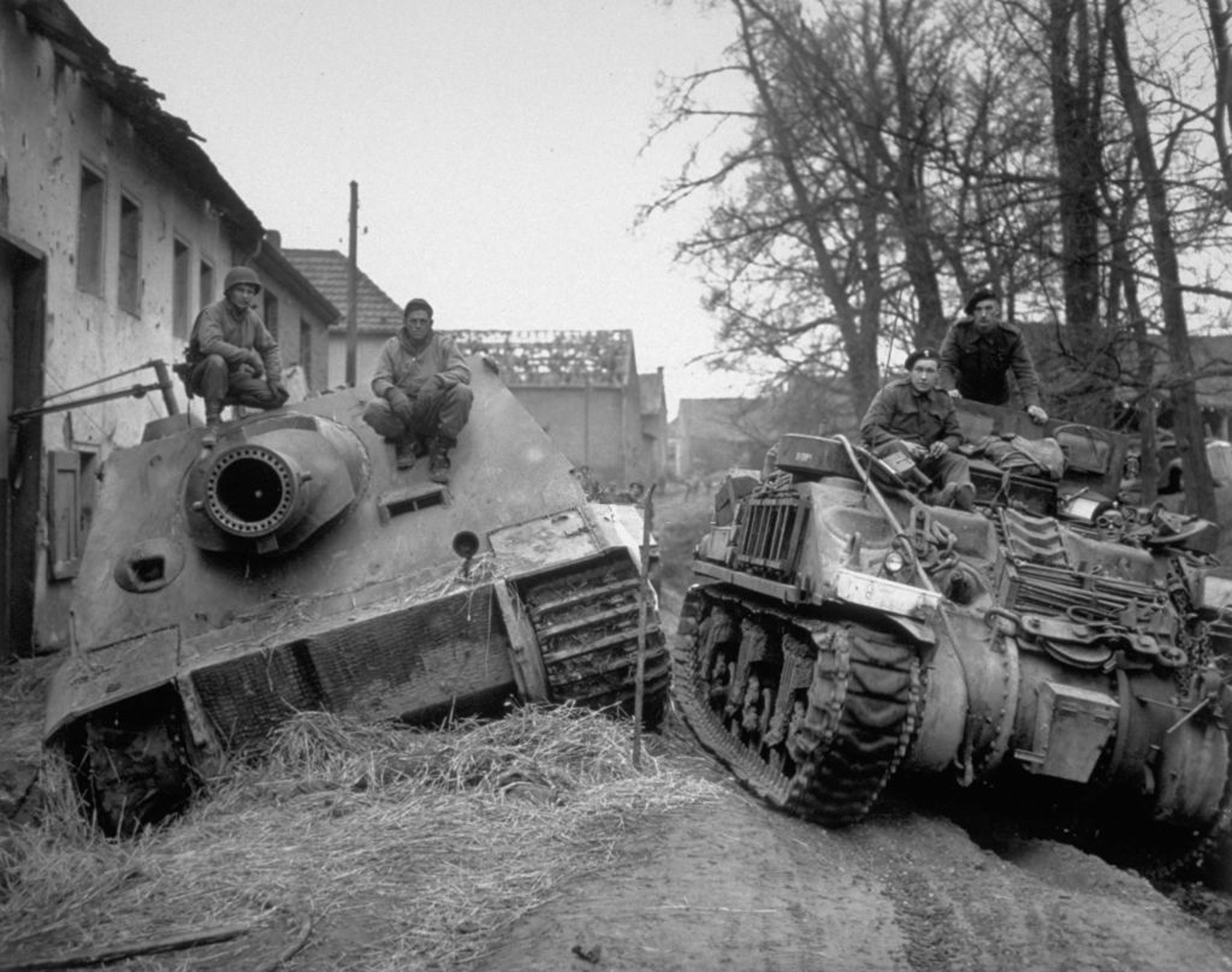
US-Soldaten bergen einen verlassenen Sturmtiger

| Typ                                         | Geschütz | Baujahr | Stückzahl |
| ------------------------------------------- | -------- | ------- | --------- |
| 15-cm-sIG 33 (Sf) auf Pz. I B               | 15 cm    | 1938–40 | 38        |
| Sturmgeschütz III                           | 7,5 cm   | 1940–45 | ca. 10000 |
| StuIG 33 B                                  | 15 cm    | 1942    | 24        |
| Sturmpanzer II                              | 15 cm    | 1942    | 12        |
| Sturmpanzer IV                              | 15 cm    | 1942–45 | 306       |
| Sturmhaubitze 42                            | 10,5 cm  | 1942–45 | 1299      |
| 15-cm-sIG 33 (Sfl.) auf Pz. 38 (t) „Grille“ | 15 cm    | 1943–45 | 389       |
| Sturmgeschütz IV                            | 7,5 cm   | 1943–45 | 1141      |
| Sturmgeschütz M42(i)                        | 7,5 cm   | 1943    | 294       |
| Sturmpanzer VI                              | 38 cm    | 1944    | 18        |

## Uniform
Die Besatzungen der Sturmgeschütze erhielten im Mai 1940 eine feldgraue, tatsächlich aber schilfgrüne „Sonderbekleidung“. Diese war nach dem Muster der 1934 eingeführten schwarzen Panzeruniform der Panzertruppe des Heeres gestaltet. Der Feldanzug war nach Art der zeitgenössischen Skibekleidung geschnitten und verzichtete auf außenliegende Taschen und Effekte, um ein Verhaken bei Ein- und Aussteigen im engen Kampfraum zu verhindern. Die hüftlange Feldjacke wurde vorne übereinandergeschlagen und auf der rechten Seite zugeknöpft. Die beiden Brustklappen wurden seitlich ausgeschlagen und bildeten ein tiefes Revers, das aber auch hoch geschlossen werden konnte. Der große Umfallkragen war bis etwa 1942 in der Waffenfarbe Hochrot vorgestoßen. Dazu trugen Offiziere dunkelgrüne Kragenspiegel mit hochrot unterlegter Doppellitze. Die Unteroffiziere und Mannschaften führten dagegen schwarze oder grundtuchfarbene Kragenpatten, mit hochroter Einfassung und dem Totenkopf aus Weißmetall. Seit Anfang 1943 stattdessen dunkelgrüne, rot eingefasste Kragenpatten mit Kapellenlitzen. Für eine gewisse Übergangszeit waren auch Kragenpatten ohne Abzeichen verbreitet. Gegen Kriegsende wurden die Litzen oft ohne Patten und direkt auf dem Kragentuch getragen.
Seit Juni 1942 war die feldgraue Version der Panzeruniform allen Angehörigen der Sturmartillerie erlaubt.

## Erinnerung
Auf Initiative von Wilhelm Schrader-Rottmers entstand in Karlstadt das Ehrenmal der Sturmartillerie. Alljährlich um Pfingsten trafen sich dort ehemalige Angehörige der Truppengattung.